# Zamek w Surażu
Zamek w Surażu – nieistniejący już drewniany zamek z elementami murowanymi zbudowany przypuszczalnie na przełomie XIV/XV wieku i wzniesiony w miejscu mazowieckiego grodu z XI wieku w Surażu w województwie podlaskim.
Suraż był w średniowieczu jednym z grodów w ziemi drohickiej, ale osadnictwo nad Narwią w pobliżu Suraża istniało już na początku VIII wieku. Początkiem miasta był gród drewniano-ziemny zbudowany na skarpie nad Narwią na początku XI wieku, który był mazowieckim ośrodkiem administracji państwowej. Położenie Suraża w stosunku do innych grodzisk z XI wieku usytuowanych w dorzeczach Narwi i środkowego Bugu wydaje się wskazywać na jego związki z północno-wschodnim Mazowszem i mógł zostać zbudowany w ramach organizacji państwa w okresie panowania pierwszych Piastów. Z powodu rozmiarów i skrzyniowej konstrukcji umocnień gród w Surażu przypomina mazowiecki gród w Święcku-Strumianach. W wyposażeniu zmarłych pochowanych na wczesnośredniowiecznym cmentarzu położonym za fosą grodziska Surażu większość znalezisk ma odpowiedniki wśród biżuterii typowej dla nekropoli mazowieckich, przy braku obecności przedmiotów o powiązaniach bałtyckich i wschodniosłowiańskich. Gród w Surażu został ufortyfikowany fosą, wałem i palisadą, a od Jaćwieży Suraż odgradzały od północy szerokie bagna doliny Biebrzy. Po zniszczeniu w końcu XI wieku gród został odbudowany na początku XII wieku z inicjatywy polskiego króla Bolesława Śmiałego i księcia Władysława Hermana jako jeden z elementów umacniania północno-wschodniej granicy Polski. Wał grodu z XII wieku był obłożony kamieniami.
Od połowy XIII wieku gród był obiektem ataków Prusów, Jaćwingów i Rusinów, czego efektem było jego zniszczenie, oderwanie od Polski i przyłączenie do Księstwa halicko-wołyńskiego, jednak około 1275 roku mógł go opanować litewski książę Trojden. Po śmierci Bolesława Jerzego Trojdenowicza w 1340 roku Suraż najprawdopodobniej powrócił w skład Mazowsza po przyłączeniu go do swojego księstwa przez Siemowita III Trojdenowicza.
Suraż po raz pierwszy został wzmiankowany w 1379 roku, gdy podpisano w Trokach rozejm między Krzyżakami i książętami Jagiełłą (późniejszym królem Polski) i Kiejstutem i jest to także pierwsza pewna data, która potwierdza włączenie Suraża w skład Wielkiego Księstwa Litewskiego. Rozejm był następstwem odbytej tego roku wielkiej rejzy krzyżackiej na ziemię drohicką i miał zabezpieczyć strony na 10 lat od wzajemnych ataków. Wśród grodów wymienionych w dokumencie wymieniono m.in. Suraż.
W sierpniu 1382 roku książę Janusz I Starszy ponownie włączył Suraż do Mazowsza, jednak niedługo później opanował go litewski książę Jagiełło, a następnie w 1384 roku przekazał Witoldowi (Witoldus revocatus a Jagellone magno duce testatur se accepisse Brzescie, Drohiczyn, Mielnyk, Bielsko, Suraz, Kamieniec, Wolkowisk et Grodno cum toto districtu, promittitque ipsi ut patri obsequium et fidelitatem). Po zbuntowaniu się Witolda, we wrześniu 1390 roku król Władysław Jagiełło oddał mazowieckiemu księciu Januszowi I Starszemu grody w Surażu, Bielsku, Drohiczynie, Mielniku, wkrótce jednak zamek został odzyskany przez Witolda. W czasie obsadzenia grodu przez Litwinów gród wzmocniono, usypując 3-metrowe umocnienia z gliny, utwardzanej co kilkadziesiąt centymetrów poprzez wypalanie gałęzi i chrustu, a całość podwyższono drewnianym płotem z potężnych bali oblepionych gliną. Od strony wewnętrznego dziedzińca wał wzmocniono belkami, które zabezpieczały przed osypywaniem się ziemi do wnętrza grodu.
W 1392 roku w kronikach krzyżackich w związku z Surażem między innymi wspomniano, że:

Jesienią roku 1392 marszałek krzyżacki Engelhard Rabe z wielką liczbą braci i pielgrzymów pospieszył do (Pisza), zamku Świętego Jana, gdzie marszałek stół honorowy przysposobił. Pan Apill Vochs de Franken noszący chorągiew św. Jerzego, trzymał pierwsze miejsce i przybywają do Szirazen (=Suraża) i o staje od zamku zsiedli z koni do boju i przez trzęsawisko postępują. Poganie (Litwini) zaś zamek marszałkowi oddali (poddali bez walki), w którym znaleźli szwagra Witolda (biskupa płockiego Henryka Siemowitowica, księcia mazowieckiego). Z rana idą dalej, a gdyby byli się zatrzymali, byliby pojmali biskupa i powrócili.

W 1405 roku wymieniony został namiestnik w Surażu, którym był Stanisław Jelitka, w 1420 roku przy okazji pobytu w Surażu księcia Witolda wymieniony został w dokumencie Mikita woiewoda nostro Surazensi, a w 1422 roku Iwaszka Gasztołd jako starosta suraski (capitaneus Surazzensis). W 1440 roku Suraż został przejęty przez księcia mazowieckiego Bolesława IV, ale Wielkie Księstwo Litewskie odzyskało gród w 1444 roku.
W 1507 roku po śmierci króla Aleksandra Jagiellończyka i objęciu tronu przez Zygmunta I Starego między innymi Suraż został nadany królowej wdowie Helenie Iwanównie jako dożywotnie uposażenie (zmarła w 1513 roku). W 1520 roku Suraż został stolicą powiatu w ziemi bielskiej. W 1533 roku dobra bielskie wraz z Surażem kupiła od Olbrachta Gasztołda królowa Bona Sforza i w jej posiadaniu pozostawały one do 1556 roku, gdy zrzekła się wszystkich majątków w związku z wyjazdem z kraju.
Przypuszczalnie z inicjatywy królowej Bony Sforzy zbudowano nowy drewniany zamek z niewielką ceglaną okrągłą wieżą o średnicy wewnątrz czterech metrów i grubości ścian zaledwie 0,64–0,67 m. Wieżę usytuowano na wale od strony miasta i bramy, a jej dolne partie odkryto w 1936 roku. Od strony rynku drewniany zamek połączony był z miastem drewnianym mostem, przerzuconym nad fosą. W 1569 roku Suraż wraz z województwem podlaskim został włączony do Korony Polskiej.
Zamek został zniszczony w wyniku pożaru w dniu 9 maja 1603 roku i już nie został odbudowany. Obecnie jedyną jego pozostałością jest Góra Zamkowa nad Narwią.

## Badania archeologiczne
- 1937 – badania kierownika Muzeum Państwowego w Grodnie Józefa Jodkowskiego oraz miejscowego nauczyciela Aleksandra Stafińskiego;
- 2004 – podwodne badania rozpoznawcze, w trakcie których odsłonięto pozostałości ściętych w połowie XIV wieku drewnianych pali wzdłuż brzegu Narwi i w poprzek jej nurtu;
- 2013 – badania Dariusza Krasnodębskiego z IAiE PAN w ramach polsko-litewskiego projektu badawczego „Suraż i Liškiava – średniowieczne ośrodki władzy na pograniczu Korony Królestwa Polskiego i Wielkiego Księstwa Litewskiego”

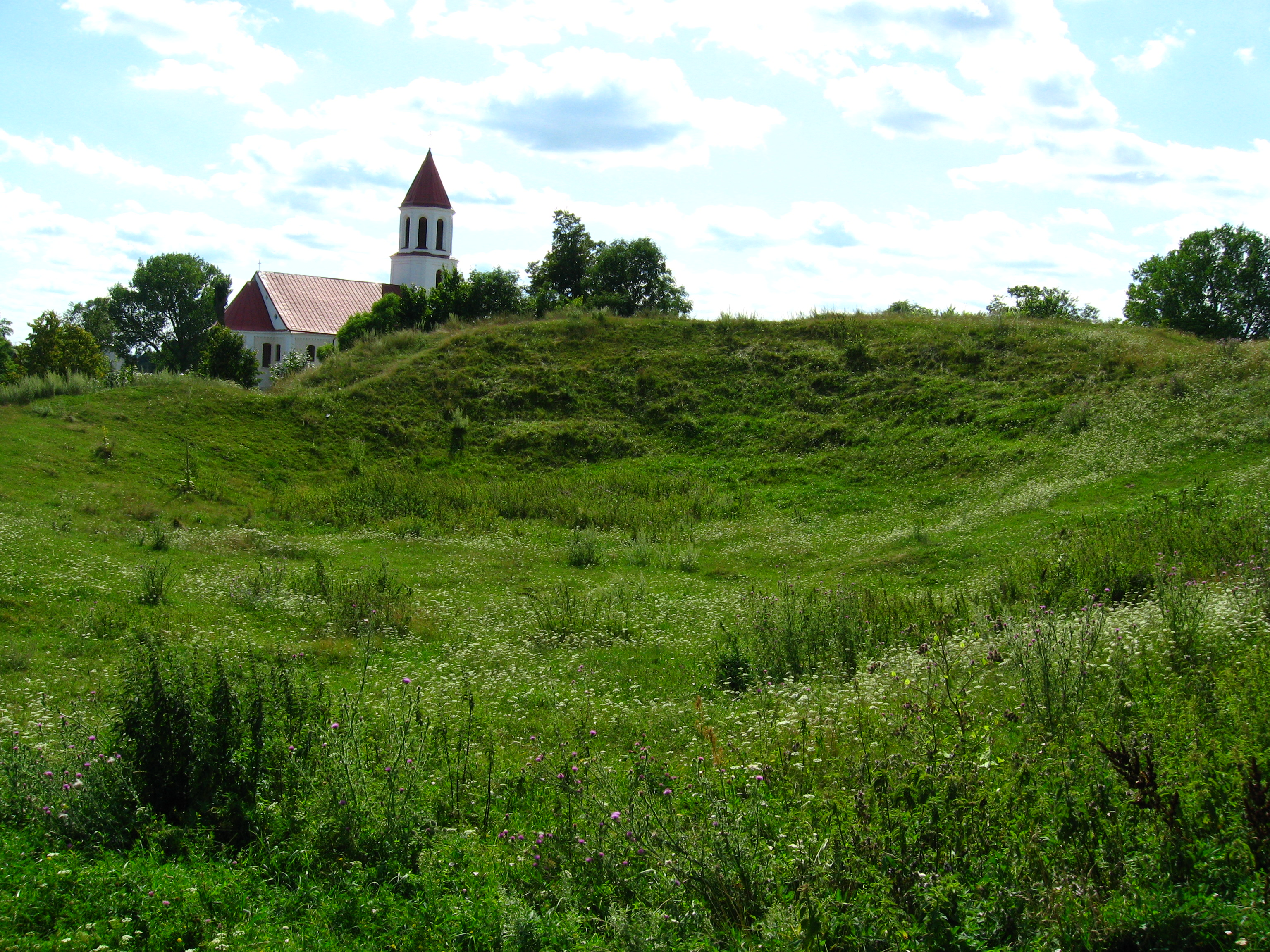
Wały grodu w Surażu (widok od wewnątrz)
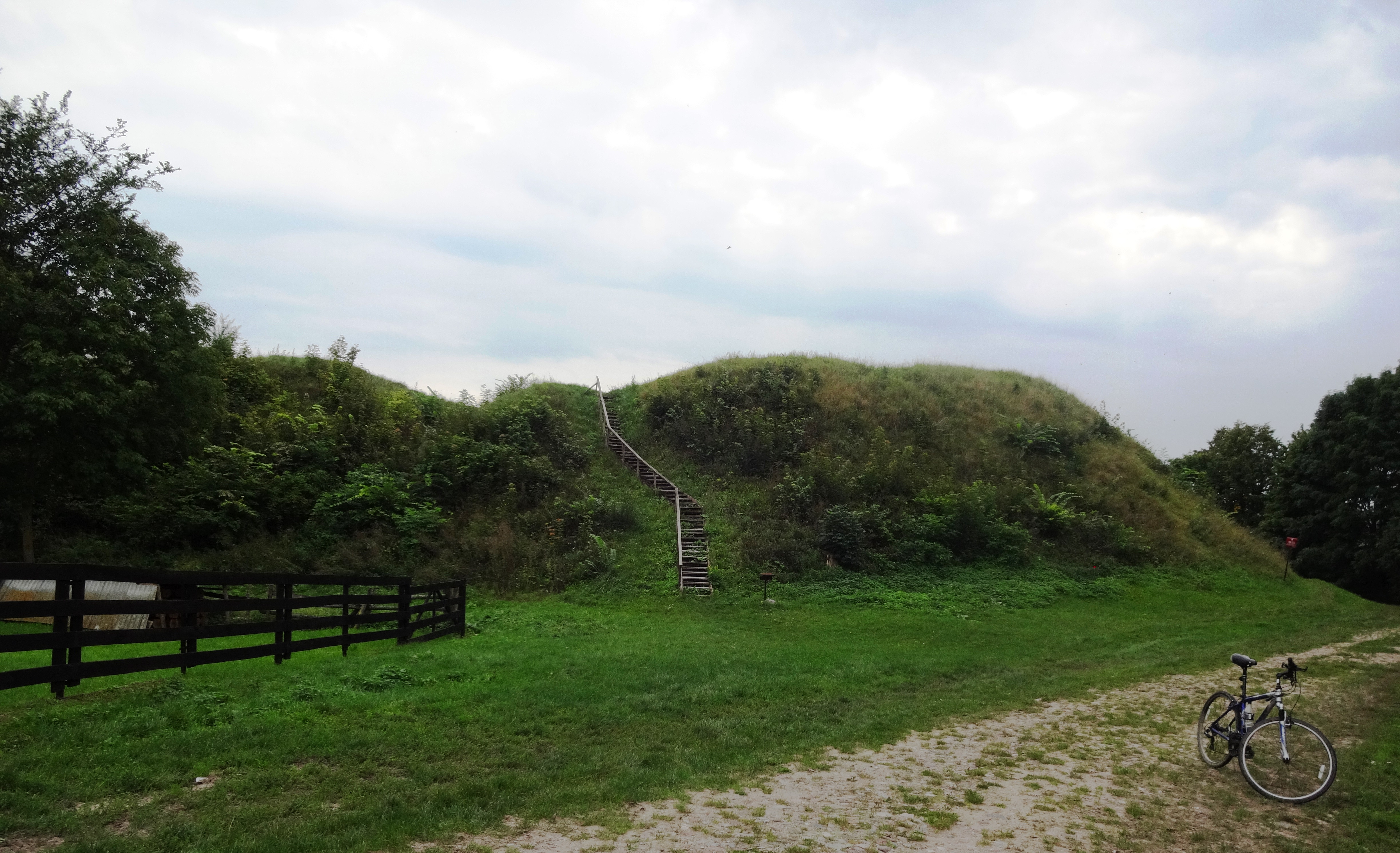
Wały grodu w Surażu (widok z zewnątrz)
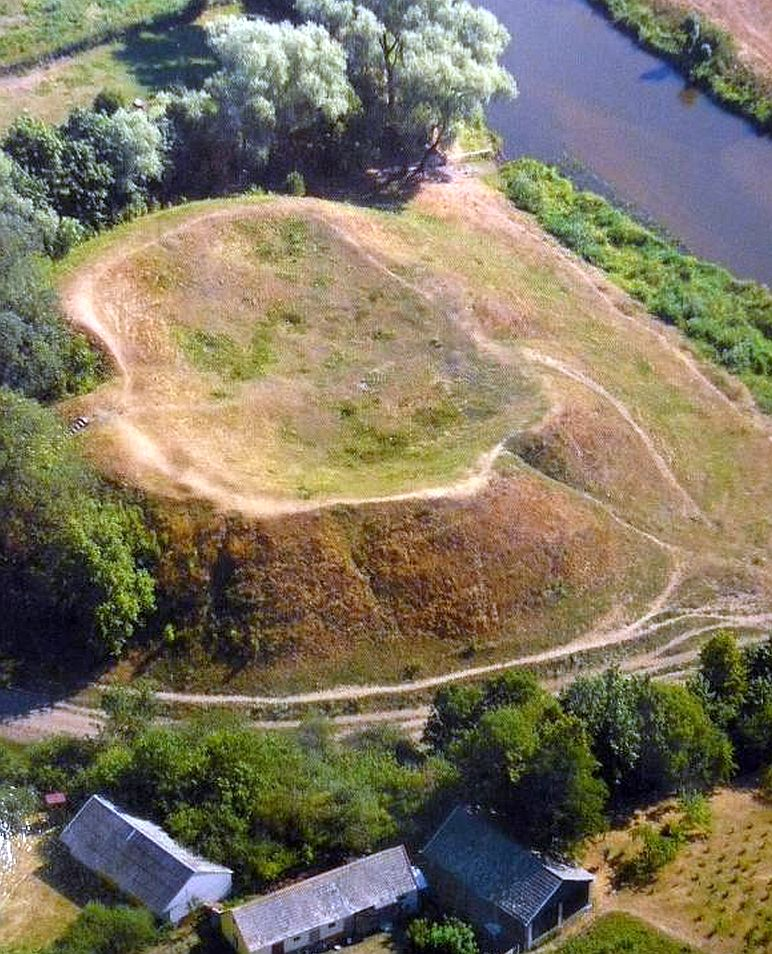
Wały grodu w Surażu